# Muriels bröllop
Muriels bröllop (originaltitel: Muriel's Wedding) är en australisk dramakomedifilm från 1994, med manus och regi av P.J. Hogan. Huvudrollerna spelas av Toni Collette och Rachel Griffiths.

## Handling
Muriel Heslop (Toni Collette) är en blyg och tafatt "ful ankunge", som är besatt av musik av Abba. och dagdrömmer om ett grandiost bröllop som ska ge lite omväxling i hennes tråkiga liv. Hon lämnar sina föräldrar och syskon i den lilla orten Porpoise Spit och flyttar till Sydney. Hon gifter sig därefter med David (Daniel Lapaine) men skiljer sig inte långt efter.

## Om filmen
Björn Ulvaeus och Benny Andersson hade tidigare inte tillåtit användandet av sina låtar i filmer, men de gjorde ett undantag för den här filmen efter att ha tagit del av manus.
För sin roll som Muriel gick Toni Collette upp 18 kg på sju veckor.

## Rollista (i urval)
- Toni Collette – Muriel Heslop
- Rachel Griffiths – Rhonda Epinstall
- Bill Hunter – Bill Heslop
- Sophie Lee – Tania Degano
- Jeanie Drynan – Betty Heslop
- Gennie Nevinson – Deidre Chambers
- Daniel Lapaine – David Van Arkle
- Matt Day – Brice Nobes
- Roz Hammond – Cheryl
- Belinda Jarrett – Janine
- Pippa Grandison – Nicole
- Chris Haywood – Tränare Ken Blundell